# Васильєвка (Грязовецький район)
Васи́льєвка (рос. Васильевка) — присілок у складі Грязовецького району Вологодської області, Росія. Входить до складу Вохтозького міського поселення.
Стара назва — Погост.

## Населення
Населення — 1 особа (2010; 3 у 2002).
Національний склад (станом на 2002 рік):
- росіяни — 100 %